# Michael Ben David
Michael Ben David (hebrejsko מיכאל בן דוד), izraelski pevec * 26. julij 1996

## Življenje
Michael Ben David je drugi najstarejši izmed petih otrok, rojenih očetu Gruzijcu in mami Ruski Ukrajinki. Odraščal je v Petach Tikwu, predmestju Tel Aviva. Že v mladosti je vzbujal pozornost s svojim izrazitim pevskim talentom kot tudi z glasnim glasom. Michael je opravljal tudi vojaški rok v tajni enoti izraelskega obrambnega ministrstva. Zatem je začel študirati igro na dramski šoli Beit Zvi v Ramat Ganu. Leta 2022 je sodeloval pri izraelski različici The Voice, na kateri je zmagal s pesmijo I.M. ter tako postal predstavnik Izraela na Pesmi Evrovizije 2022.  Nastopil je v drugem polfinalu, vendar se ni uvrstil v finale saj je končal na 13. mestu s 61 točkami.

## Diskografija
- Don't (2022)
- I.M. (2022)